# Yul Brynner
Yul Brynner, rusky Юлий Борисович Бринер / Julij Borisovič Briněr (* 11. července 1920 Vladivostok, Dálněvýchodní republika – 10. října 1985 New York) byl americký divadelní a filmový herec a zpěvák ruského (etnicky velmi smíšeného) původu. Působil i jako zpěvák, kytarista, artista a v jednu dobu pracoval i jako francouzský válečný rozhlasový zpravodaj, zkoušel i televizní režii. 
Proslavil se především rolí krále Mongkuta v divadelním muzikálu Rodgerse a Hammersteina Král a já, za který získal dvě ceny Tony a později Oscara za nejlepšího mužský herecký výkon v hlavní roli. Roli ztvárnil 4 625krát na jevišti a proslavil se svou vyholenou hlavou, kterou si udržoval jako osobní ochrannou známku dlouho poté, co ji přijal pro film Král a já. Je považován za jednu z prvních rusko-amerických filmových hvězd a v roce 1956 proběhl obřad, kdy umístil otisk ruky před Grauman’s Chinese Theatre v Hollywoodu. V roce 1960 také získal hvězdu na hollywoodském chodníku slávy.
V roce 1956 Brynner obdržel cenu National Board of Review Award za nejlepšího herecký výkon za ztvárnění Ramesse II. v eposu Cecila B. DeMilleho Desatero přikázání a generála Bounina ve filmu Anastasia. Českým a potažmo i světovým filmovým divákům je ponejvíce znám jakožto Chris, neohrožený předák sedmi pistolníků z filmu Sedm statečných (1960) a jeho prvního pokračování Návrat Sedmi statečných (1966), spolu s rolemi androida „The Gunslinger“ ve filmu Westworld (1973) a jeho pokračování Futureworld (1976). Kromě svých filmových titulů pracoval také jako model a fotograf a byl autorem několika knih.

## Životopis

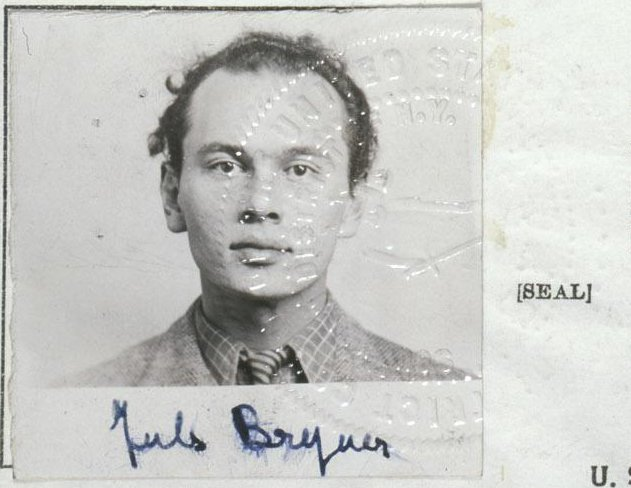
Brynnerova fotografie z roku 1943 během příjezdu do Spojených států

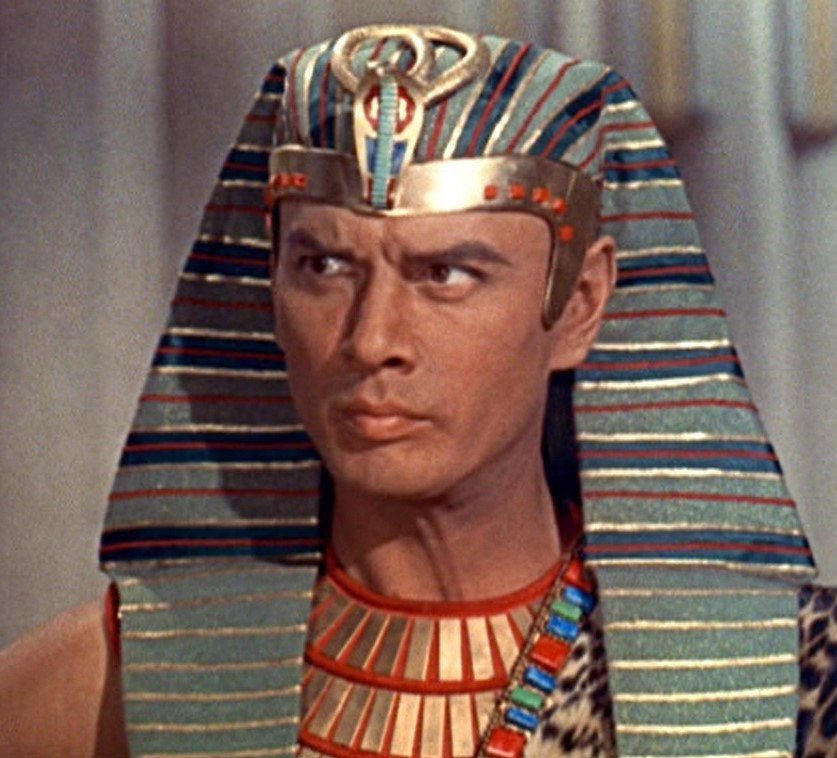
Propagační snímek k filmu Desatero přikázání z roku 1956 - filmová postava: faraón Rameses

Yul Brynner se narodil jako Julij Borisovič Briner 11. července 1920, ve městě Vladivostok. Měl švýcarsko-německé, ruské, burjatské (mongolské) a údajné romské předky. Narodil se v domě svých rodičů, čtyřpatrovém domě na Aleutské ulici 15 ve Vladivostoku do bohaté švýcarsko-ruské rodiny vlastníků půdy a těžařů stříbra na Sibiři a na Dálném východě. V té době bylo území pod kontrolou Dálněvýchodní republiky a Vladivostok byl částečně pod japonskou kontrolou. Rodina Brinerových ve svém čtyřpatrovém sídle žila dobrý život. V říjnu 1922 obsadila Vladivostok  Rudá armáda a většina majetku rodiny Brinerů byl na konci ruské občanské války zkonfiskována a znárodněna. Brinerovi byli zbaveni vlastnictví domu, ale rodina, včetně starší sestry Very, nadále žila ve svém domě pod dočasným statusem.
Později se ve svém životě Brynner bavil vyprávěním příběhů a zveličování svého původu a raného života pro tisk, když tvrdil, že se narodil jako Taidže Chán mongolskému otci a romské matce na ruském ostrově Sachalin. Občas se označoval jako Julius Briner, Jules Bryner nebo Youl Bryner. Biografie jeho syna Rocka Brynnera z roku 1989 některé z těchto problémů objasnila.
Brynnerův otec, Boris Juljevič Briner, byl důlní inženýr a vynálezce švýcarsko-německého a ruského původu, který v roce 1910 vystudoval báňskou univerzitu v Petrohradě. Hercův dědeček Jules Briner byl švýcarský občan, který se v 70. letech 19. století přestěhoval do Vladivostoku, kde založil úspěšnou obchodní společnost.Brynnerova babička z otcovy strany, Natalija Josifovna Kurkutova, pocházela z Irkutska a byla evropského a částečně burjatského původu.
Brynnerova matka, Marusja Dimitrievna (rozená Blagovidovová), pocházela z ruské inteligence a studovala herectví a zpěv; byla údajně ruského romského původu. Brynner cítil silný osobní vztah k Romům a v roce 1977 byl jmenován čestným prezidentem Mezinárodní romské unie, tento titul si ponechal až do své smrti.
V roce 1922, po vzniku Sovětského svazu, se Yulův otec Boris Briner musel vzdát švýcarského občanství a všichni členové rodiny se stali sovětskými občany. Práce Brynnerova otce vyžadovala rozsáhlé cestování a v roce 1923 se v Moskvě zamiloval do krásné herečky Kateřiny Ivanovny Kornakové, bývalé manželky herce Alexeje Dikije a jevištní partnerky Michaela Čechova v Moskevském uměleckém divadle. O mnoho let později Kateřina Kornaková pomohla Brynnerovi se svým doporučujícím dopisem a požádala Michaela Čechova, aby ho zaměstnal v jeho divadelní společnosti v Americe. V roce 1924 se Yulův otec rozvedl s matkou a nadále ji i své děti podporoval. Jeho otec také adoptoval dívku, protože jeho nová žena byla bezdětná, a o mnoho let později, po smrti svého otce, si Brynner vzal do péče svou adoptivní sestru. Vztah otce a syna zůstal pro Brynnera složitý a emocionálně traumatický. Poté, co opustili syna a dceru s matkou ve Vladivostoku, Boris Briner a Kateřina Ivanovna Kornaková žili krátce v Moskvě, ale nakonec se přestěhovali do Charbinu v Mandžusku, který v té době zůstal pod japonskou kontrolou. Tam rodina založila podnikání v mezinárodním obchodu.
Poté, co jeho otec svoji rodinu definitivně opustil, Yulova matka se všemi dětmi přesídlila v roce 1934 z Ruska (cestou přes Čínu) do Francie. Již jako velmi mladý hoch se musel živit sám, se svojí uměleckou činností začínal v roce 1934 v Paříži jakožto barový zpěvák, kytarista, hráč na balalajku a akrobat. Zde vystupoval v různých pařížských cirkusech, barech a kabaretech s cikánským folklórním souborem. Přitom ovšem ještě stihl vystudovat a obhájit doktorát filosofie na pařížské Sorbonně. V té době se také osobně seznámil s mnoha francouzskými i světovými umělci, kteří v té době v Paříži pobývali a působili.
Krátkou dobu také vystupoval jakožto obratný artista v cirkuse, ale během náročných akrobatických cviků utrpěl velmi vážné mnohočetné zranění při pádu z velké výšky, což posléze způsobilo, že musel této své činnosti zanechat úplně. Během svého dlouhého léčení (prodělal několik desítek zlomenin) trpěl velkými bolestmi, které tehdejší lékaři tišili velkými dávkami narkotik. Jeho doléčování pak obsahovalo i odvykací kúru od závislosti na narkotikách. Po uzdravení se od roku 1938 živil jakožto kulisák v pařížském ruském divadle, v té době dostával své první malé divadelní role.
Těsně před začátkem 2. světové války Paříž opustil a vrátil se na krátký čas do Ruska, odkud pak odcestoval do New Yorku, kde již během války získal svoji první malou filmovou roli. Na konci války také pracoval jakožto francouzský válečný rozhlasový zpravodaj. S hereckou činností začal naplno až po válce. V té době také navštěvoval soukromé herecké kurzy a započala i jeho občasná práce pro televizi, kde zkoušel i režírovat.
V roce 1949 se poprvé objevil v epizodní roli ve filmu Newyorský přístav, v roce 1951 byl obsazen do muzikálu Král a já, který nakonec dosáhl více než 4600 repríz. Podle tohoto muzikálu nakonec vznikl film Král a já z roku 1956, za nějž byl posléze oceněn filmovým Oscarem. Ačkoliv on sám se považoval spíše za úspěšného divadelního herce, jeho největší umělecký úspěch ho potkal u filmu v americkém Hollywoodu. Kromě jednoho z nejproslulejších světových westernů všech dob Sedm statečných si zahrál ještě v řadě dalších kvalitních snímků. Velice často zde hrával různé exoticky vyhlížející a nestandardně se chovající hrdiny (např. starověcí vladaři).
Byl celkem čtyřikrát ženatý a měl tři děti, další dvě děti adoptoval. Z prvního manželství pochází syn Rocky Brynner, z druhého dcera Victoria Brynnerová, jejíž kmotrou byla Audrey Hepburnová, neboť druhá Brynnerova žena Doris Brynnerová byla její osobní přítelkyní.
Celý život rád zpíval, zejména romské písně (sám natočil ve Vídni celou jednu LP desku romských písní), velmi rád četl klasickou literaturu a byl i vášnivý fotograf. Velmi mnoho svého času i velké sumy peněz věnoval systematické charitativní práci zejména ve prospěch UNICEF a opuštěných a nemocných dětí. Zemřel v roce 1985 na rakovinu plic.

## Filmografie, výběr

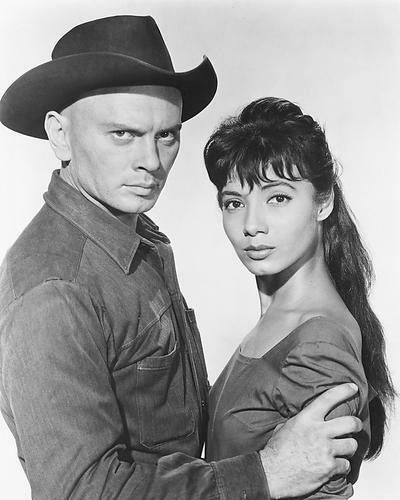
Brynner a Rosenda Monteros v Sedmi statečných (1960)

- 1956 Král a já (Oscar, siamský král Mongkut)
- 1956 Desatero přikázání (faraon Rameses)
- 1956 Anastazia
- 1958 Bukanýr (The Buccaneer)
- 1958 Bratři Karamazovi
- 1959 Šalamoun a královna ze Sáby
- 1960 Sedm statečných (Chris)
- 1960 Orfeova závěť
- 1962 Taras Bulba
- 1964 Pozvánka pro pistolníka
- 1965 Morituri
- 1966 Návrat sedmi statečných
- 1966 Velký žal
- 1968 Bitva na Neretvě
- 1971 Zloděj koní
- 1973 Západní svět